# Gnotus striatus
Gnotus striatus là một loài tò vò trong họ Ichneumonidae.